# Bernard Ntaganda

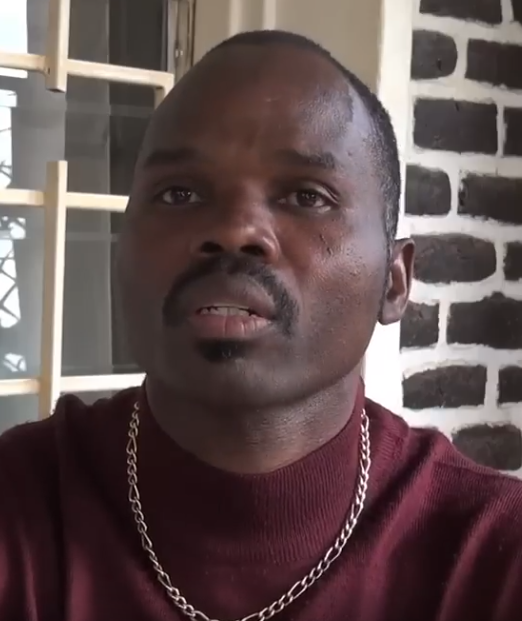
Bernard Ntaganda (2015)

Bernard Ntaganda (* ca. 1969) ist ein ruandischer Anwalt und Politiker. Er ist Gründer der Social Party Imberakuri (PS-Imberakuri).
Ntaganda, ein Hutu, gründete 2008 die Soziale Partei Imberakuri, die vor der Präsidentschaftswahl im August 2010 erfolgreich registriert werden konnte. Am 24. Juni 2010, dem ersten Tag an dem sich Präsidentschaftskandidaten registrieren lassen konnten, wurde er verhaftet sowie weitere Mitglieder seiner Partei und der FDU-Inkingi später am selben Tag und am Folgetag. Wie Ntaganda konnte auch der Präsidentschaftskandidat der FDU-Inkingi sowie dessen Partei sich nicht für die Wahl registrieren lassen.
Am 11. Februar 2011 wurde Ntaganda zu einer Geldstrafe und vier Jahren Haft wegen Gefährdung der nationalen Sicherheit, „Gesellschaftsspaltung“ und dem Versuch, ohne Genehmigung Demonstrationen zu organisieren, verurteilt. Das Urteil wurde am 27. April 2012 vom Obersten Gerichtshof bestätigt. Der Direktor von Human Rights Watch in Afrika Daniel Bekele kritisierte das Urteil als politisch motiviert. Amnesty International kritisierte es ebenfalls als allein auf Ntagandas Regierungskritik basierend.
Am 26. Februar 2024 reichte Ntaganda in Kigali ein Gesuch für seine Rehabilitierung ein, mit dem Ziel bei der Präsidentschaftswahl im Juli als Kandidat anzutreten. Das Gesuch wurde am 14. Mai abgelehnt, mit der Begründung, dass Ntaganda es versäumt hätte Gerichtskosten in Höhe von fast 106.000 ruandischen Francs im Zusammenhang mit einem früheren Verfahren zu zahlen. Ntaganda bestritt dies.